# Patrick Roberts
Patrick John Joseph Roberts (sinh ngày 5 tháng 2 năm 1997) là một cầu thủ bóng đá người Anh đang thi đấu cho câu lạc bộ Derby County theo dạng cho mượn từ Manchester City. Trước đây, anh từng khoác áo Fulham, Celtic, Girona, Norwich City và Middlesbrough.

## Danh hiệu

### Câu lạc bộ
Celtic
- Scottish Premiership: 2015–16, 2016–17, 2017–18
- Scottish League Cup: 2016–17, 2017–18
- Scottish Cup: 2016–17, 2017–18

### Quốc tế
Đội tuyển U-17 Anh
- Giải vô địch bóng đá U-17 châu Âu: 2014[4]

### Cá nhân
- Đội hình tiêu biểu Giải vô địch bóng đá U-17 châu Âu: 2014
- Cầu thủ xuất sắc nhất tháng của Scottish Premiership: Tháng 4 năm 2016[5]